# Isola Koch
L'isola Koch è un'isola del Canada, situata nel bacino di Foxe e appartenente all'arcipelago artico canadese. Dal punto di vista amministrativo essa appartiene al territorio di Nunavut.